# Batu Layar (plaats)
Batu Layar is een bestuurslaag in het regentschap West-Lombok van de provincie West-Nusa Tenggara, Indonesië. Batu Layar telt 11.393 inwoners (volkstelling 2010).